# 1964 en bande dessinée
| Années de la bande dessinée : 1961 - 1962 - 1963 - 1964 - 1965 - 1966 - 1967    |
| Décennies de la bande dessinée : 1930 - 1940 - 1950 - 1960 - 1970 - 1980 - 1990 |

Cet article présente les faits marquants de l'année 1964 en bande dessinée.

## Évènements
- Apparition de l'expression « neuvième art » pour désigner la bande dessinée : ce nom vient de la série d’articles Neuvième Art, musée de la bande dessinée parue sous la signature de Morris dans le Journal de Spirou entre 1964 et 1967. La paternité de l'expression est cependant revendiquée par le critique et historien du cinéma Claude Beylie qu'il a utilisée pour la première fois en mars 1964 dans la revue Lettres et Médecins.
- L'argentin Quino créé un personnage de jeune fille très préoccupée par la politique : Mafalda.
- avril : Aux États-Unis, sortie de Daredevil #1 (première apparition de Daredevil), chez Marvel Comics
- juillet : Les Teen Titans apparaissent pour la première fois aux États-Unis dans The Brave and the Bold #54.
- 2 août : Première apparition de Popop, le cousin écervelé de Donald Duck, dans le no 453 du magazine italien Topolino.
- En Espagne dans le magazine Tío Vivo, Francisco Ibáñez lance la série Rompetechos.

## Nouveaux albums
Voir aussi : Albums de bande dessinée sortis en 1964

### Franco-belge
| Sortie    | Titre                                 | Scénariste           | Dessinateur   | Coloriste | Éditeur    |
| --------- | ------------------------------------- | -------------------- | ------------- | --------- | ---------- |
|           | Astérix gladiateur                    | René Goscinny        | Albert Uderzo |           | Dargaud    |
| ?         | Johan et Pirlouit T.12 Le Pays maudit | Peyo                 | Peyo          |           | Dupuis     |
| septembre | Ric Hochet T.1 Traquenard au Havre    | André-Paul Duchâteau | Tibet         |           | Le Lombard |
| septembre | Ric Hochet T.2 Mystère à Porquerolles | André-Paul Duchâteau | Tibet         |           | Le Lombard |

### Comics
| Sortie | Titre       | Scénariste | Dessinateur | Coloriste | Éditeur |
| ------ | ----------- | ---------- | ----------- | --------- | ------- |
| ?      | à compléter |            |             |           |         |
| ?      | …           |            |             |           |         |

### Mangas
| Sortie | Titre       | Scénariste | Dessinateur | Coloriste | Éditeur |
| ------ | ----------- | ---------- | ----------- | --------- | ------- |
| ?      | à compléter |            |             |           |         |
| ?      | …           |            |             |           |         |

## Naissances
- 10 janvier :
  - Jean-Baptiste Andréae, dessinateur français
  - Renaud Garreta, dessinateur français
- 28 février : Xavier Duvet, dessinateur et illustrateur français
- 4 mars : Stéphane Boutel, dessinateur français
- 14 avril : Étienne Jung, dessinateur français
- 21 avril : Emmanuel Guibert, auteur français
- 9 mai : Thierry Bouüaert
- 16 mai : Jean-Christophe Chauzy, auteur français
- 26 mai : Caitlín R. Kiernan, scénariste de comics américaine
- 1er juillet : Teddy Kristiansen, dessinateur danois
- 2 août : Taku Tsumugi, dessinatrice et auteure japonaise
- 18 août : Jean-Luc Loyer
- 23 août : Jean-Christophe Menu, auteur, maquettiste et éditeur français
- 26 août : Fabien Rypert, dessinateur de la série Boogy et Rana Éditions Joker
- 27 août : Catel Muller, auteure et illustratrice française
- 30 août : Phil
- 18 septembre : Émile Bravo, auteur français
- 11 décembre : Lewis Trondheim, dessinateur, scénariste et éditeur français
- 18 décembre : Bruno Bellamy, dessinateur de la série Sylfeline et auteur des « Bellaminettes »

- Naissances de Salvador Larroca, Richard Case et Guillaume Berteloot.

## Décès
- 8 mai : Carlos Clemen, auteur argentin
- 1er juillet : Antonio Rubino dessinateur italien
- 9 août : Fontaine Fox
- 10 août : Carlo Cossio
- 8 décembre : Percy Crosby (en)
- 28 décembre : Cliff Sterrett créateur du comic strip Polly and Her Pals
- C. M. Payne (en)